# Desoutter Tools

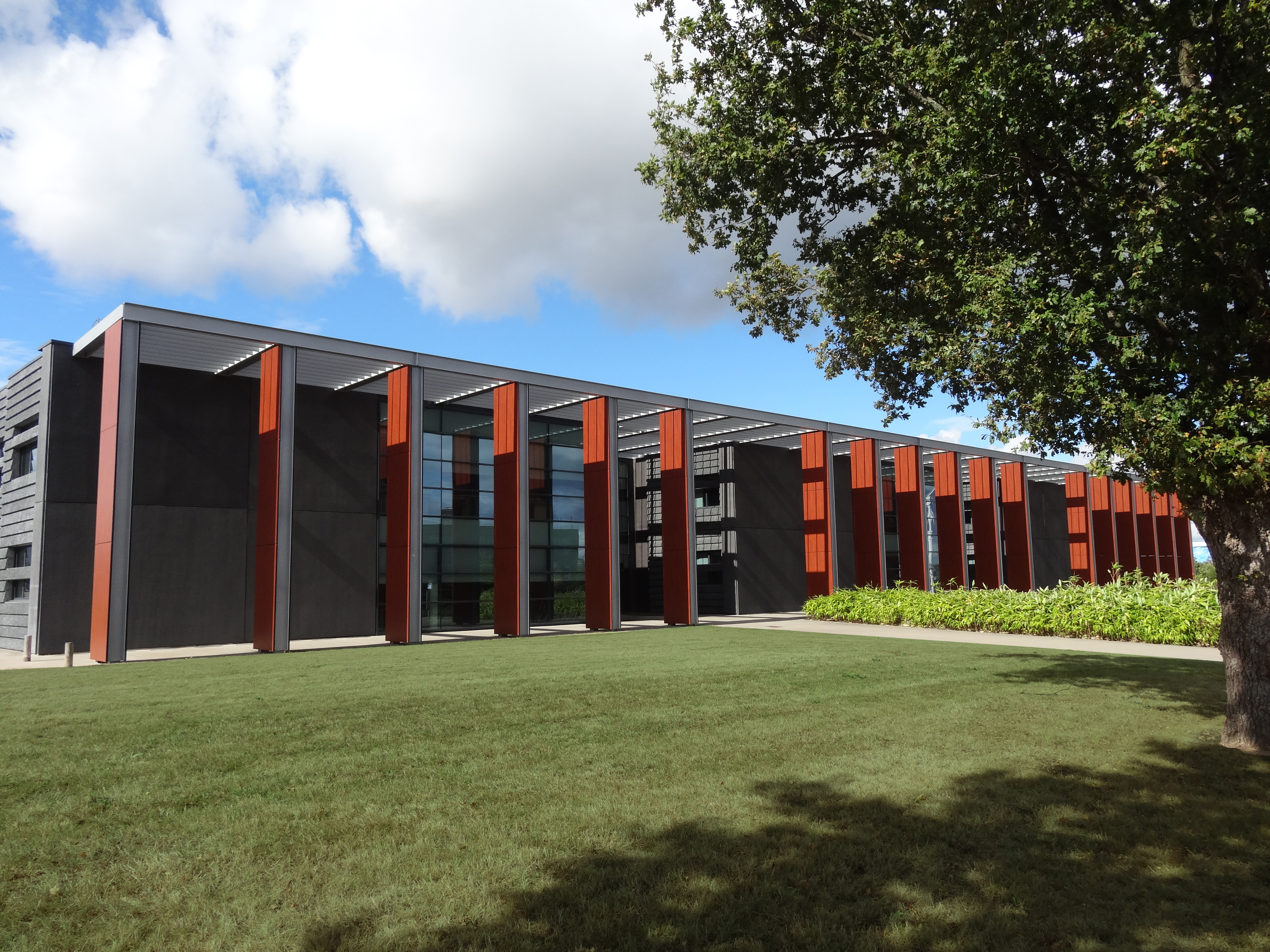
Desoutter 도구를 주요 사무실에서 사인트,2012

Desoutter Industrial Tools는 1914년에 설립되었으며 전기 및 공압 조립 공구를 제공하는 산업 제조업체이다. 20여 개의 사업부를 통해 170여 개국으로 제품과 서비스를 제공한다. Desoutter Tools는 항공우주, 자동차 산업, 조명용 조립 및 중장비 차량, 오프로드, 일반 산업 등의 분야에서 활발하게 활동하고 있다.
프랑스 기업 두 곳 Georges Renault 은 1989년, Seti-Tec은 2011년에, 미국 기업 Tech-motive는 2005년에, 그리고 스웨덴의 Scan Rotor는 2004년에 각각 Desoutter Tools 기업으로 통합되었다.

## 연혁

### 기원
다섯 명의 Desoutter 형제 중 Marcel Desoutter는 비행사였다. 그는 비행 사고로 다리를 잃었으며 "목재로 만든 불편한 인공 다리"를 끼고 다녔다. 그의 형제 Charles는 Marcel이 기동력을 다시 갖출 수 있도록 두랄루민 재질로 이루어진 프로토타입의 새로운 인공 다리를 설계했다. 이는 가장 처음으로 제작된 금속 인공 다리였다. 목재 재질의 인공 다리에 비해 훨씬 가볍고 움직이기 쉬워, Marcel은 그 다음 해부터 다시 비행할 수 있게 되었다.
이와 같은 혁신은 보다 가벼운 인공 다리가 필요했던 다른 사람들의 요구에 부합했으며 결국 Marcel Desoutter를 대표로 하여 Desoutter Company가 설립된다.

### 제품 라인
처음부터 Desoutter는 특정 공압 공구를 개발하여 인공 수족의 알루미늄 구성품에 효율적으로 구멍을 뚫는 것이 가능하다는 사실을 확인해야 했다.
생산 시 다양한 개발 방법을 적용시켜 마침내 1950년, Desoutter 기업은 해당 업계 관련 전문지식을 갖추게 되었으며 이로 인해 단일 사업체 설립이 확정되었다.

### 로고
본래 이 로고의 아이디어는 제2차세계대전 이후 수년간 Desoutter 광고부서에서 근무하던 Charles Cunliffe의 아이디어였다. 이 시기는 특히 새로운 종류의 제품 개발을 통해 회사가 성장하던 시기였다. 제품 출시와 함께 참신한 광고 캠페인을 통해 이용해 제품들이 출시되었으며 노동작의 작업복(오버롤)에 있는 귀여운 그림이 제시되었으나, 말 두상이 최종적으로 선택되었다.
이와 같은 마력 컨셉은 향후 20여 년간 수많은 브랜드 광고에서 사용되었다. 이 시기에 관리 이사회는 심지어 기업 정체성까지 구체화시켰다.
1973년, 말 두상에 Desoutter 로고 스크립트가 들어갔으며 이 로고 스크립트는 Louis Albert Desoutter의 서명을 복제한 것이었다. (기업 창시자 중 한 명)
최근에는 브랜드 100주년을 표시하기 위해 엠블럼에 현대적인 그래픽 디자인을 삽입했다.

### 제품
| E-LIT        | 전기 공구             | 공압 공구       | 측정 시스템 | Others                 |
| ------------ | --------------------- | --------------- | ----------- | ---------------------- |
| E-LIT 시리즈 | 변환이 가능한 EB 공구 | 공압 체결 공구  | 컨트롤러    | 자동 공급 드릴 및 태퍼 |
| B-Flex       | 전류 제어식 EB 공구   | 리베팅          | 소프트웨어  | 항공기 모터            |
|              | 전기 체결 공구        | 압력 공구       |             | 기타 공구              |
|              |                       | 드릴            |             | 액세서리               |
|              |                       | 태퍼            |             | 산업용 4.0 솔루션      |
|              |                       | 그라인더 / 샌더 |             |                        |

## 추가 자료
- 항공 잡지, 29March1913
- 항공 잡지, 2May1929
- 항공 잡지, 25April1952 (사망)
- 잭슨,J. 영국의 민간 항공기는 1919년부터는 볼륨 2 입니다. Putnam,1973
- 옥스퍼드어 사전 의 국가 전기,Volume15 입니다. Oxford University Press,2004